# Paniza (Saragossa)
Paniza ist ein spanischer Ort und eine Gemeinde (municipio) mit 575 Einwohnern (Stand: 2024) im Süden der Provinz Saragossa in der Autonomen Gemeinschaft Aragonien. Die Gemeinde gehört zur bevölkerungsarmen Serranía Celtibérica. 

## Lage und Klima
Paniza liegt ca. 47 Kilometer (Fahrtstrecke) südwestlich der Provinzhauptstadt Saragossa in einer Höhe von ca. 700 m. Durch die Gemeinde verläuft die Autovía A-23. Das Klima ist gemäßigt bis warm; Regen (ca. 432 mm/Jahr) fällt übers Jahr verteilt.
Die Gemeinde gehört zum Weinbaugebiet Cariñena.

## Bevölkerungsentwicklung
| Jahr      | 1970 | 1981 | 1991 | 2001 | 2011 | 2021 |
| Einwohner | 952  | 802  | 770  | 713  | 766  | 609  |

## Sehenswürdigkeiten
- Maria-von-den-Engeln-Kirche (Iglesia de Nuestra Señora de los Ángeles)
- Kirche Unser Lieben Frau der Jungfrau von Aguila (Iglesia de Nuestra Señora de la Virgen del Águila)
- Kapelle Santa Quiteria
- Rathaus

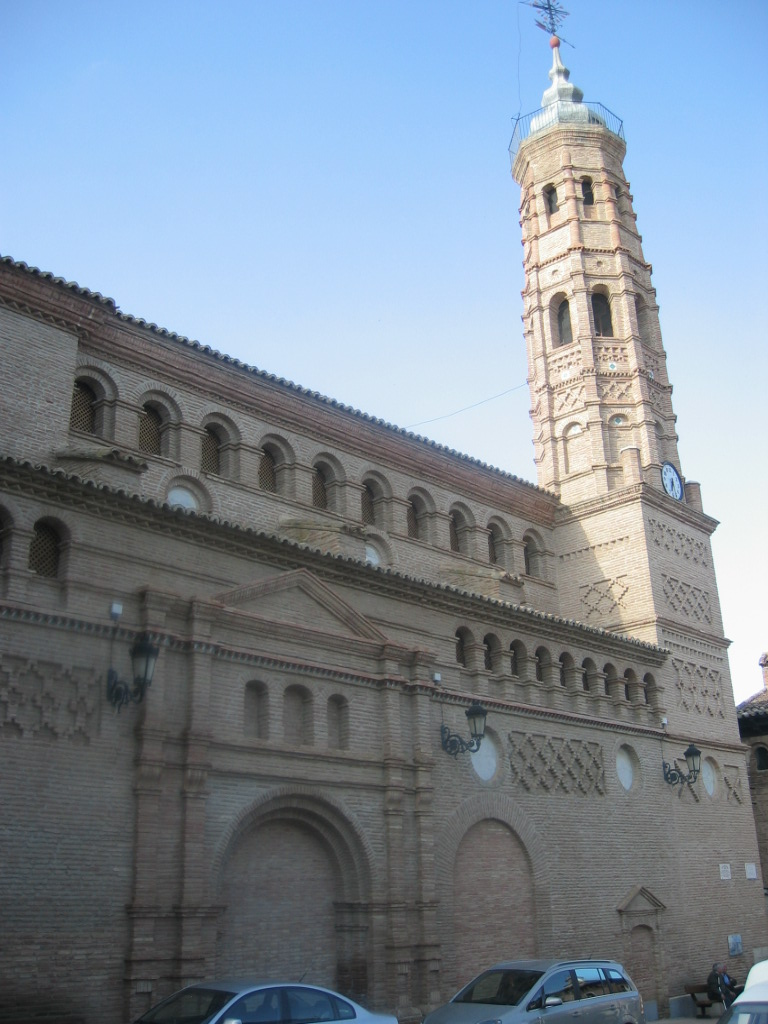
Maria-von-den-Engeln-Kirche
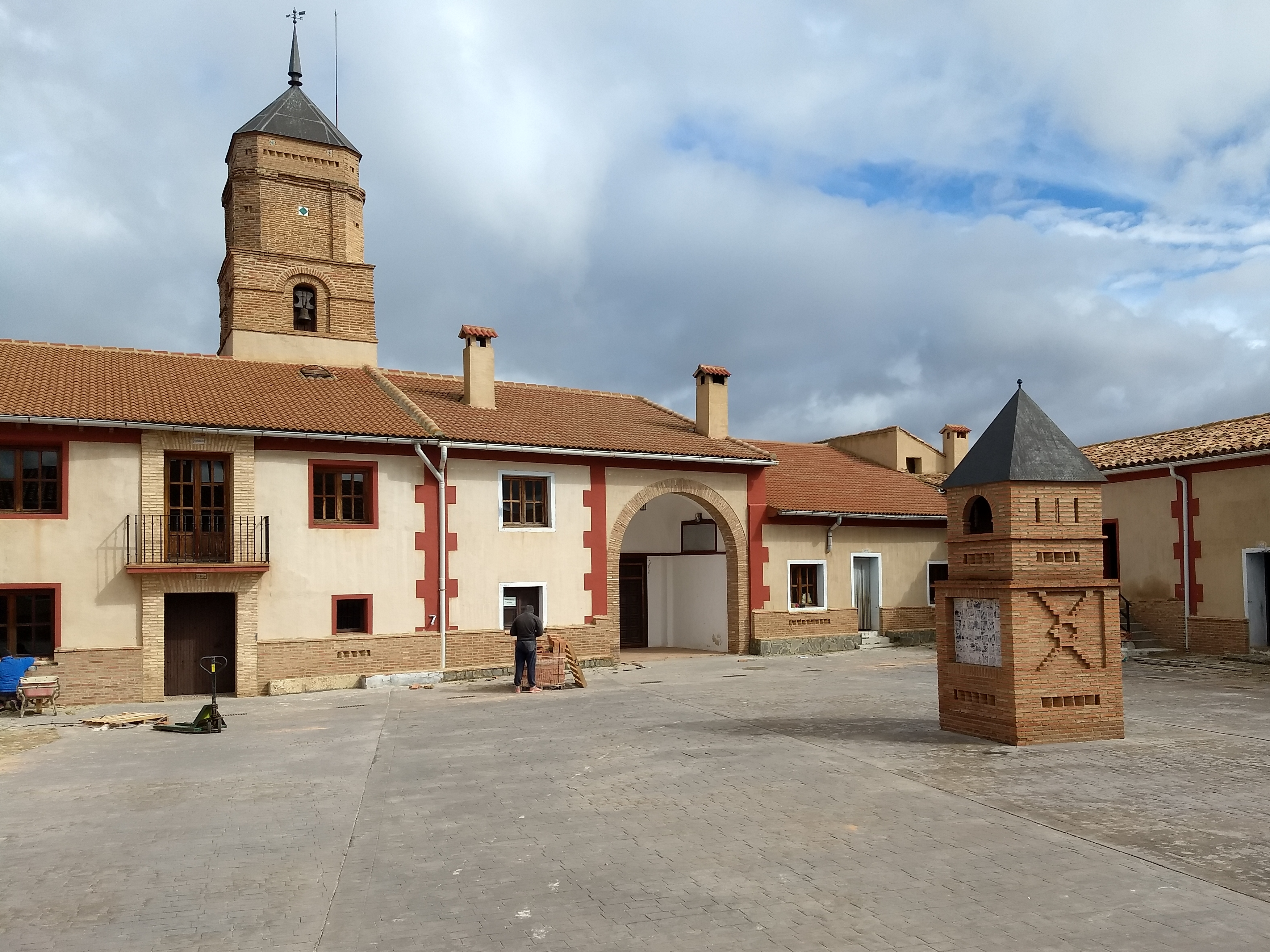
Kirche Unser Lieben Frau der Jungfrau von Aguila

## Persönlichkeiten
- Francisco Burillo Mozota (* 1952), Archäologe und Historiker
- Eduardo Luis del Palacio (1872–1969), Dichter, Romanist
- Julio Palacios Martinez (1891–1970), Physiker
- María Moliner (1900–1981), Archivarin und Bibliothekarin
- Ildefonso-Manuel Gil (1912–2003), Schriftsteller, Übersetzer und Literaturwissenschaftler

## Gemeindepartnerschaften
Mit der französischen Gemeinde Vœuil-et-Giget im Département Charente (Neuaquitanien) besteht seit 1994 eine Partnerschaft.